# Bugojno
Bugojno es un municipio situado en el cantón de Bosnia Central, en Bosnia y Herzegovina. Según el censo de 2013, tiene una población de 31 470 habitantes.
La capital de la municipalidad de Bugojno es la localidad homónima.

## Localidades
El territorio municipal incluye las siguientes localidades:
- Alibegovići
- Barbarići
- Bašići
- Bevrnjići
- Bode
- Brda
- Bristovi
- Brižina
- Bugojno
- Čardaci
- Čavići
- Ceribašići
- Crniče
- Donji Boganovci
- Drvetine
- Garačići
- Glavice
- Golo Brdo
- Gornji Boganovci
- Goruša
- Gračanica
- Gredine
- Grgići
- Hapstići
- Harambašići
- Hum
- Humac
- Ivica
- Jagodići
- Jazvenik
- Kadirovina
- Kandija
- Karadže
- Kopčić
- Kordići
- Koš
- Kotezi
- Kula
- Kutlići
- Lenđerovina
- Ljubnić
- Lug
- Maslići
- Medini
- Milanovići
- Mračaj
- Nuhići
- Odžak
- Okolište
- Pavice
- Pirići
- Planinica
- Podripci
- Poriče
- Potočani
- Prijaci
- Rosulje
- Rovna
- Sabljari
- Seferovići
- Servani
- Šići
- Skrte
- Stojići
- Stolac
- Šušljići
- Trge
- Udurlije
- Vedro Polje
- Vesela
- Vileši
- Vrbanja
- Vrpeć
- Vučipolje
- Zanesovići
- Ždralovići
- Zlavast
- Zlokuće